# 巴德爾組織
巴德爾組織（英語：Badr Organization），也被稱為巴德爾旅或巴德爾軍團，是一個伊朗扶植的伊拉克什葉派政黨，黨魁為哈迪·阿米里。巴德爾旅過去是由伊朗軍官所組織的武裝部隊，1982年在伊拉克伊斯蘭革命最高委員會（SCIRI）的指導下成立。2003年美國入侵伊拉克之後，絕大部分巴德爾旅士兵加入新的伊拉克軍隊與警察。2003年以後，巴德爾旅和SCIRI在政治上會被視為是一個政黨，不過現在已經有所區分， 現在的巴爾德組織是伊拉克一個正式的政黨。巴德爾旅和其中的伊朗軍官在2014年投入對抗伊斯蘭國（ISIL）的戰鬥， 屬於當年伊拉克政府發起人民動員的一部分。

## 歷史

### 伊朗
1982年組織於伊朗成立，為伊拉克伊斯蘭革命最高委員會（SCIRI）所屬的武裝部隊。在伊拉克總統薩達姆·海珊統治的二十年間，總部設在伊朗，並由伊朗軍官領導。成員包括數千名伊拉克流亡者、難民和兩伊戰爭中的叛逃者。該集團受伊朗武裝和指揮。

### 伊拉克內戰期間
2015年2月初巴德爾組織由迪亞拉省的阿什拉夫營區發動攻勢對抗伊斯蘭國（IS），100多名民兵被打死。領導者Hadi Al-Amiri表示，他的民兵致力於保護遜尼派的安全，但最近和一些結盟的遜尼派部落發生教派殺戮和嫌隙，雙方對彼此仍有很深的疑慮。

## 組成
根據巴德爾組織，巴德爾軍團由步兵，裝甲兵，砲兵，防空部隊和突擊隊組成，兵力估計為1萬至5萬。 